# Garrulax gularis
El charlatán colirrufo (Garrulax gularis') es una especie de ave paseriforme de la familia Leiothrichidae endémica del Himalaya oriental y otras montañas del sudeste asiático.

## Distribución y hábitat
El charlatán colirrufo se encuentra en el Himalaya oriental y sus estribaciones del sureste, además de las montañas al norte de Indochina; distribuido por Bangladés, Birmania, Bután, noreste de la India, y norde de Laos y Vietnam.
Registro del ave en estado salvaje , una pequeña bandada de aproximadamente diez individuos, a una altitud de 1100 m cerca de una aldea cerca de Zhengdong, al suroeste del condado de Jiangcheng.